# Conférence de Casablanca

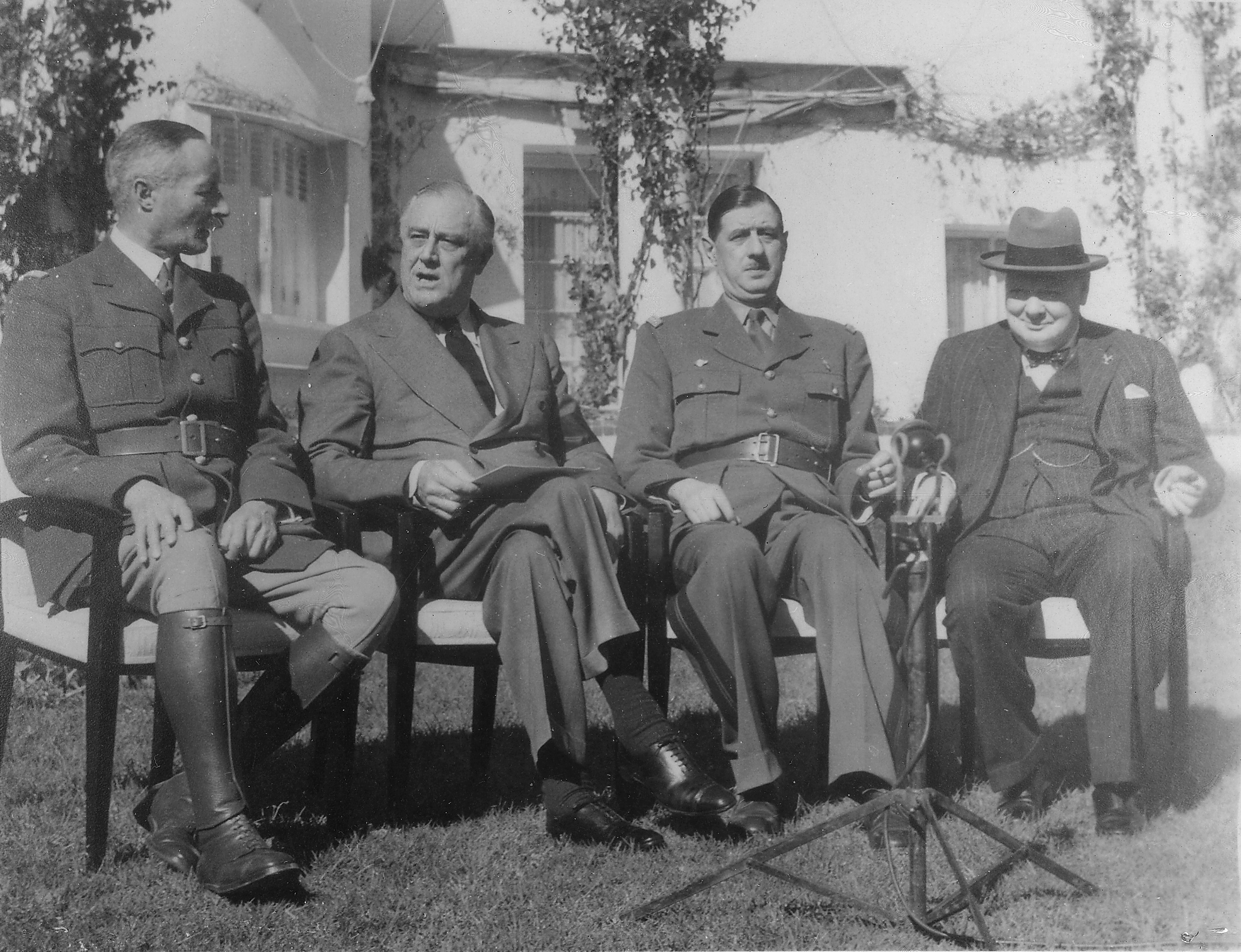
Conférence de Casablanca (1943) : de gauche à droite, le général Giraud, le président Roosevelt, le général de Gaulle et le Premier ministre Churchill.

La conférence de Casablanca, ou conférence d'Anfa, fut une conférence interalliée qui eut lieu du 14 au 24 janvier 1943 à l'hôtel Anfa de Casablanca au Maroc afin de préparer la stratégie des Alliés après la Seconde Guerre mondiale.
Cette conférence est décidée par le président des États-Unis, Franklin Roosevelt, et le Premier ministre britannique, Winston Churchill. Ils invitèrent Joseph Staline, qui n'avait pas la possibilité de venir si loin à la suite de la bataille de Stalingrad, et les généraux français Henri Giraud, proposé par les États-Unis comme chef des forces alliées françaises, et Charles de Gaulle, qui jouait ce rôle depuis 1940 et était soutenu par les Britanniques et les Soviétiques, qui ne prirent aucune part aux discussions d'ordre militaire.

Des décisions furent prises à cette conférence sur l'invasion de la Sicile et du reste de l'Italie et l'aide à apporter à l'URSS. Le but de cette conférence était également de réconcilier le général de Gaulle et le général Giraud.

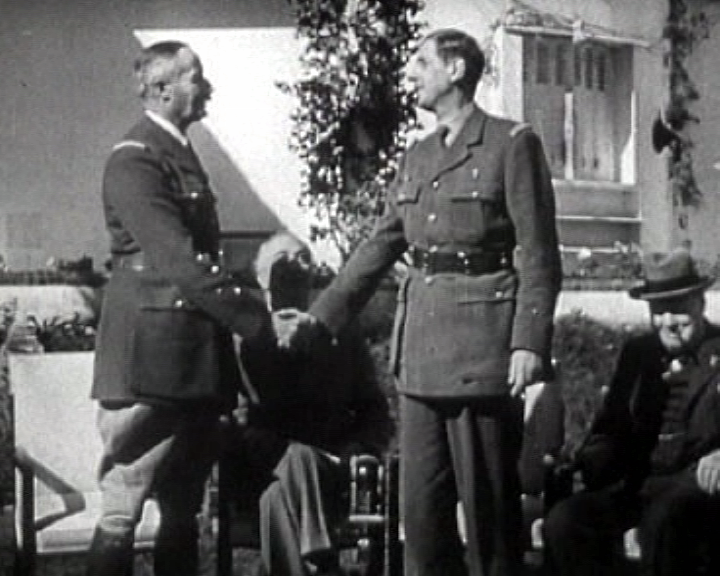
Les commandants des Forces françaises libres : de la droite vers la gauche, le général de Gaulle et le général Giraud, se serrant la main devant Franklin Roosevelt et Winston Churchill (17 janvier 1943).

De Gaulle, président du Comité national français de Londres, organe dirigeant de la France libre, avait été le premier à proposer à Giraud une rencontre, après la mort de l'amiral Darlan, sans d'ailleurs recevoir de réponse.
Toutefois, il commença par refuser d'aller à Casablanca. Churchill, qui ne voulait contrarier Roosevelt en aucun cas, menaça alors de Gaulle de paralyser les activités françaises libres en Grande-Bretagne, d'où de Gaulle se tenait en liaison avec la résistance française, et de ne plus reconnaître que Giraud comme chef des Français au combat.

## La difficile confrontation: Giraud-de Gaulle
De Gaulle céda donc et vint à Casablanca. Sur insistance de Churchill, il y rencontra Giraud dans une atmosphère particulièrement tendue. Pour motiver de Gaulle, Churchill lui déclara, en français : « Mon Général, si vous m'obstaclerez, je vous liquiderai ! ». Une fois de Gaulle parti, Churchill, parlant de lui, déclara à Lord Moran (en) : « Son pays a abandonné la lutte, lui-même n'est qu'un réfugié, et si nous lui retirons notre appui, c'est un homme fini. Eh bien, regardez-le ! non mais regardez-le ! On croirait Staline avec deux cents divisions derrière lui. »
De Gaulle s'indigna notamment que Giraud ait accepté que la garde de la conférence soit confiée à des troupes exclusivement américaines, et il obtint qu'un détachement français de l'armée d'Afrique leur soit associé avant de commencer tout débat.
Les deux hommes d'État anglo-saxons qui soutenaient ostensiblement Giraud exhortèrent les deux généraux français à l'union, ce qui aurait dû se traduire, selon leurs vœux, par la subordination du général de Gaulle à Giraud, qui était plus ancien dans le grade et commandait bien plus d'hommes[réf. nécessaire].
Aucun accord ne put être trouvé sur place même si de Gaulle, pour faire plaisir à Roosevelt, accepta de serrer la main de Giraud devant les photographes (les deux généraux durent répéter plusieurs fois ce geste pour que les photographes parviennent à le reproduire, tant leurs poignées de mains furent brèves).

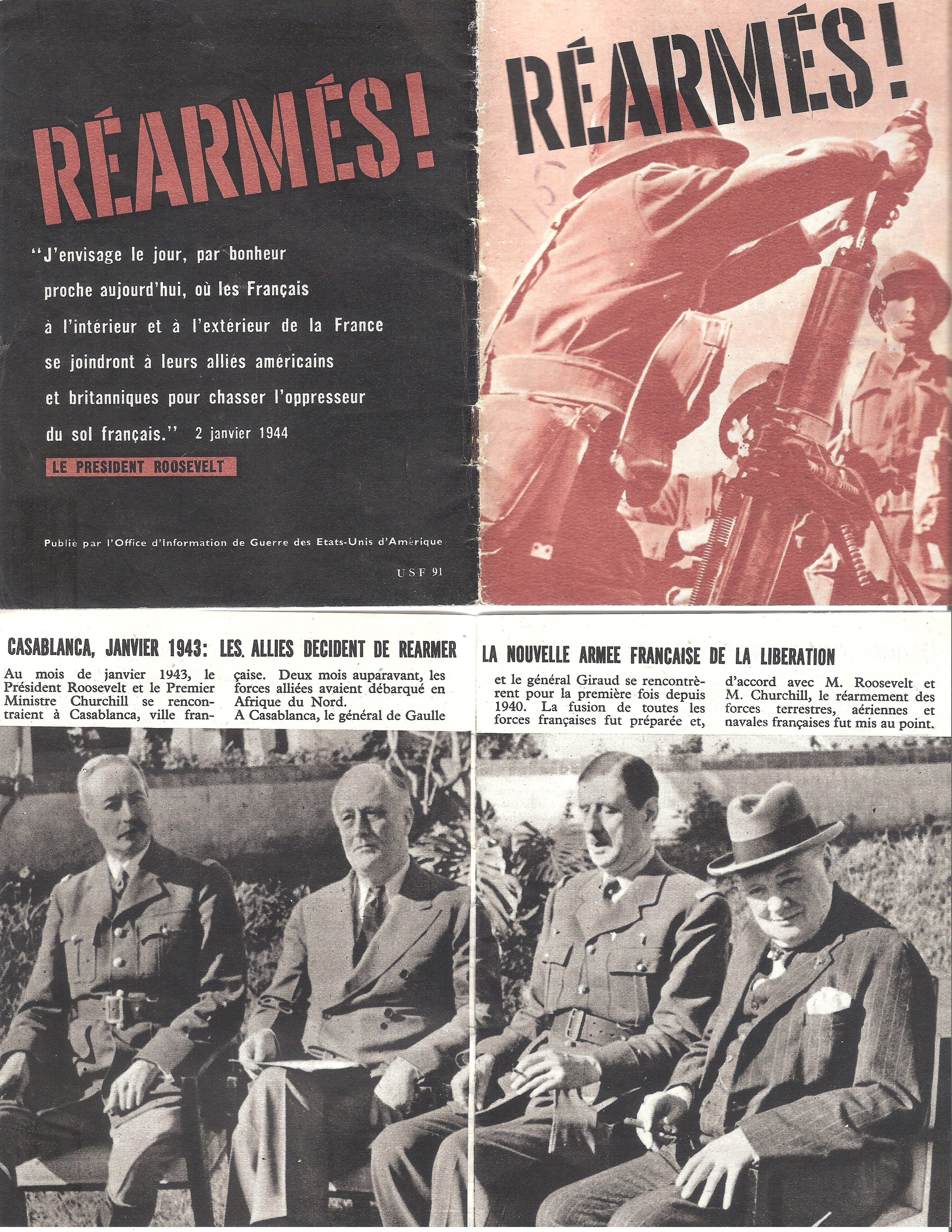
La rencontre de Casablanca en janvier 1943. De gauche à droite : le général H. Giraud, le président F. Roosevelt, le général Ch. de Gaulle, et le premier ministre W. Churchill.

Cependant, Roosevelt, qui s'était vivement fait critiquer par l'opinion et les médias américains lorsqu'il avait maintenu Darlan au pouvoir en Afrique du Nord par ce qu'il avait appelé des « expédients militaires » (military expediencies), avait besoin de cette poignée de main pour faire oublier le maintien en Afrique française du Nord des lois vichystes par l'administration de Giraud, auquel il donnait son appui.

## Les accords conclus par les deux «Grands»
Les Alliés s'accordèrent sur ces termes :
- exiger la reddition sans condition des puissances de l'Axe ;
- poursuivre leur aide à l'Union soviétique ;
- envahir la Sicile, puis le reste de l'Italie, dès la fin des combats de Tunisie ;
- unifier le commandant militaire en Afrique du Nord sous l'autorité d'Eisenhower[3], le général britannique Alexander étant désigné pour être son second ;
- direction conjointe par Giraud et de Gaulle de l'ensemble des forces françaises en guerre (il semble qu'à cet effet, Giraud a demandé la libération des chefs de la résistance, arrêtés sur son ordre le 30 décembre 1942, et une certaine libéralisation de son régime).

Roosevelt présenta les résultats de la conférence au peuple américain dans un discours radiodiffusé du 12 février 1943.
La conférence de Casablanca fut suivie des conférences du Caire, de Téhéran, de Yalta et de Potsdam.
La sécurité de cette conférence fut assurée par l'armée de George Patton avec barbelés et défense antiaérienne. Selon Peter Tompkins (dans Le Meurtre de l'amiral Darlan), les services secrets allemands avaient été informés par des espions espagnols que Churchill se préparait à rencontrer Roosevelt à Casablanca, mais ils donnèrent une traduction littérale du mot Casablanca soit Maison-Blanche, donc hors de portée des bombes allemandes.